# Notophryxus lobatus
Notophryxus lobatus là một loài chân đều trong họ Dajidae. Loài này được Pillai miêu tả khoa học năm 1964.